# Jack Hayes
Jack Hayes (* 8. Februar 1919 in San Francisco; † 24. August 2011 in Coeur d’Alene) war ein US-amerikanischer Filmkomponist und -orchestrator.

## Leben
Hayes besuchte das San Francisco State College und später das Los Angeles Conservatory of Music. Ursprünglich spielte er Trompete und sammelte erste Erfahrungen als Komponist und Orchestrator im Radio, wo er Big Bands für Bandleader wie Will Osborne komponierte. Auf Tourneen begleitete er unter anderem Abbott & Costello sowie die Cowboy-Sänger Roy Rogers und Dale Evans.
In seiner fast 60-jährigen Karriere komponierte und orchestrierte er für mehr als 230 Filme die Musik. Er arbeitete unter anderem mit Burt Bacharach, Elmer Bernstein, Marvin Hamlisch, Quincy Jones, Michael Kamen, Henry Mancini, John Morris, Alfred Newman, Randy Newman und Lalo Schifrin zusammen. Eine langjährige Zusammenarbeit hatte er außerdem mit Orchestrator Leo Shuken, mit dem er seit den 1950ern zusammenarbeitete. Zusammen orchestrierten sie unter anderem Die glorreichen Sieben (1960), Wer die Nachtigall stört (1962, beide für Bernstein), Frühstück bei Tiffany (1961, für Mancini), Die größte Geschichte aller Zeiten (1965) und Airport (1970, für Newman).
Für das Fernsehen komponierte er unter anderem  für  Quincy, Die Leute von der Shiloh Ranch und Rauchende Colts.
In seiner langen Karriere wurde er zweimal für den Oscar nominiert: bei der Oscarverleihung 1965 für Goldgräber-Molly (1964) und bei der Oscarverleihung 1986 für Die Farbe Lila (1985).
Weitere wichtige Orchestrationen übernahm er für Michael Giacchino, der ihn beginnend mit Die Unglaublichen – The Incredibles (2004) in allen seinen Filmen einsetzte. Seine letzten Arbeiten waren dementsprechend 2009 für Oben, Star Trek und Die fast vergessene Welt. Im gleichen Jahr wurde er von der Society of Composers & Lyricists und der American Society of Music Arrangers and Composers (ASMAC) für sein Lebenswerk ausgezeichnet.